# Programari educatiu

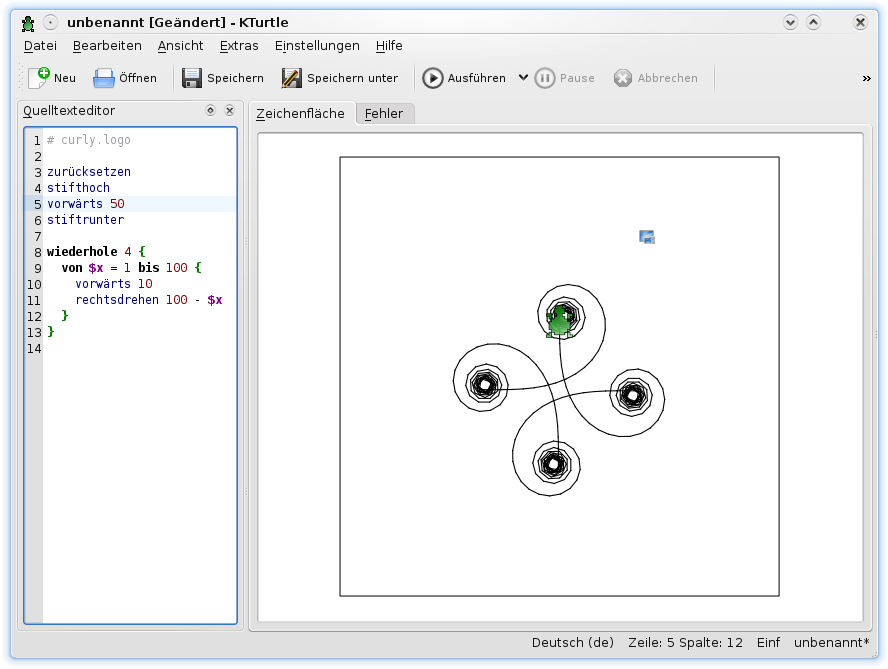
KTurtle, una aplicació del KDE Education Project, dissenyada per ensenyar a programar.

S'anomena programari educatiu el que està destinat a l'ensenyament i l'aprenentatge autònom i que, a més, permet el desenvolupament de certes habilitats cognitives.
Així com existeixen diferències entre les filosofies pedagògiques, també es troba una àmplia gamma d'enfocaments per a la creació de programari educatiu, atenent als diferents tipus d'interacció que s'origina entre els actors dels processos d'ensenyament i aprenentatge: ensenyant, aprenent, coneixement, computadora. Existeixen principalment dues tendències: enfocament d'instrucció assistida per computadora (Computer Assisted Instruction), i l'enfocament de programari educatiu obert.
Un mestre facilitador, ha de buscar desenvolupar en si mateix competències (coneixements, habilitats i actituds) que l'ajudin a obtenir bons resultats amb els nens, els adolescents i els pares amb els quals treballa. Un facilitador ha de ser capaç de:
Aprendre de manera permanent; el facilitador sap que l'aprenentatge és un assumpte de tota la vida i de tots els dies. Reflexiona sobre la seva pràctica, manté una base de coneixements i s'actualitza en mètodes d'ensenyament.
Aliar-se amb altres persones i organitzacions que puguin aportar-li a la seva tasca; el facilitador estableix aliances estratègiques per trobar mitjans i recursos que li permetin aconseguir els seus objectius. El facilitador no treballa sol.

## Enfocament de la Instrucció americana
Aquest enfocament pretén facilitar la tasca de l'educador, substituint-lo parcialment en la seva labor docent. El programari educacional resultant presenta generalment una seqüència (de vegades establerta amb tècniques d'intel·ligència artificial) de lliçons, o mòduls d'aprenentatge. També sol incloure mètodes d'avaluació automàtica, utilitzant preguntes tancades. Les crítiques més comunes contra aquest tipus de programari són:
- Els aprenents perden l'interès ràpidament i intenten endevinar la resposta a l'atzar.
- La computadora és convertida en una simple màquina de memorització costosa.
- El programari desvaloritza, als ulls de l'aprenent, el coneixement que desitja transmetre mitjançant la inclusió d'artificials premis visuals.[1]

Exemples típics d'aquest tipus de programari són: Clic, GCompris, PLAT, Applets de Descartes.
- En un ambient on s'usi programari educacional obert, no tots els aprenents aprendran la mateixa cosa i, per tant, els mètodes d'avaluació tradicionals són poc adequats.
- La direcció d'aquests ambients d'aprenentatge requereix major habilitat per part de l'educador. Ja que en aquest cas el seu paper no serà el d'ensenyar continguts sinó de fer notar les estratègies d'aprenentatge que l'estudiant troba valuoses (en abordar un projecte concret) i ajudar-li a transferir-les a altres contextos.

Exemples típics d'aquest tipus de programari són: Logo, Etoys, Scratch, GeoGebra, etc.
No s'han de confondre els conceptes d'obertura del codi amb el qual és escrit el programari (codi obert), amb el concepte d'obertura de l'enfocament educatiu amb el qual el programari és creat. Existeix programari educatiu tancat (tutorial, instruccional, estrictament pautat) que té el seu codi obert. 

## Programes i Sistemes Operatius
Per mitjà d'un programari educatiu s'accedeix des de programes orientats a l'aprenentatge fins a sistemes operatius complets destinats a l'educació, com per exemple les distribucions GNU/Linux orientades a l'ensenyament.

## Entorns virtuals d'aprenentatge
Un entorn virtual d'aprenentatge és un programari amb accessos restringits, concebut i dissenyat perquè les persones que accedeixen a ell desenvolupin processos d'incorporació d'habilitats i sabers.
Els EVA són llocs que generalment estan protegits per contrasenyes, que utilitzen els serveis de la web 2.0; que s'adapten a les necessitats dels usuaris segons el rol d'aquest (administrador, professor, tutor i estudiant), permetent la interacció entre professor i estudiant i presentant activitats que poden realitzar-se en un determinat curs; així com l'avaluació d'aquesta activitat.

### Aula virtual
Consta d'una plataforma o programari dins de l'entorn virtual d'aprenentatge, a través de la qual l'ordinador permet dictar les activitats de classe, d'igual forma permet el desenvolupament de les tasques d'ensenyament i aprenentatge habituals. Com afirma Turoff (1995) una «classe virtual és un mètode d'ensenyament i aprenentatge inserit en un sistema de comunicació mitjançant l'ordinador». A través d'aquest entorn l'alumne pot accedir i desenvolupar una sèrie d'accions que són les pròpies d'un procés d'ensenyament presencial tals com conversar, llegir documents, realitzar exercicis, formular preguntes al docent, treballar en equip, etc. Tot això de forma simulada sense que ningú utilitzi una interacció física entre docents i alumnes.

### Campus virtual
És un espai organitzatiu de la docència oferta per una universitat a través d'Internet. D'aquesta manera, es pot accedir a l'oferta de formació, habilitada mitjançant la utilització d'ordinadors.